# Af2
L'af2 (abbreviazione di arenafootball2) era il nome di una lega statunitense di football a 8 e più precisamente della minor league della Arena Football League. Partita nel 2000, la sua stagione si svolgeva fra aprile e luglio.
Come la maggior parte delle minor league nei vari sport, l'af2 esisteva per sviluppare giocatori per la serie maggiore. Le squadre erano legate a città ed impianti più piccoli della lega maggiore: l'AFL era giocata in città come Los Angeles, New York, Filadelfia, Dallas, Tampa, Las Vegas e Chicago, mentre l'af2 in altre come North Little Rock, Green Bay,  Huntsville,  Manchester, Oklahoma City, Boise, Spokane, Louisville e Tulsa.
Con la cancellazione della stagione 2009 della Arena Football League, la Af2 cessò di esistere. Gli ultimi campioni furono gli Spokane Shock che in seguito passarono alla nuova incarnazione della AFL nel 2010.

## Storia
Nel giugno 2003 in un'intervista per Sports Illustrated, il commissioner AFL David Baker menzionò brevemente l'af2, dicendo come la lega sarebbe un giorno arrivata a 100 squadre, non raggiungendo mai quella previsione. L'af2 partì con 15 squadre nel 2000, per arrivare a 28 nel 2001, e a 34 nel 2002. Da allora i numeri sono scesi e poi rimasti sostanzialmente in linea, fino alla sua dissoluzione.
La diminuzione fra il 2002 e il 2006 può essere parzialmente attribuita alla rapidissima crescita che ha caratterizzato la lega nelle prime tre stagioni. Molte squadre erano finanziariamente instabili e fallirono. Questo perché le spese erano più alte rispetto ad altre leghe. I costi di franchigia variavano fra i 600.000 e il milione di dollari.
Nel 2007 riprese la crescita della lega, con 9 nuove franchigie: Boise Burn, Cincinnati Jungle Kats, Fort Wayne Fusion, Laredo Lobos, Lubbock Renegades, Mahoning Valley Thunder, Texas Copperheads, Tri-Cities Fever e Corpus Christi Sharks. Texas, Laredo e Tri-Cities giunsero da altre leghe dell'indoor football.
L'ultima stagione si disputò nel 2009 dopodiché la lega si sciolse. Alcune sue franchigie come gli Spokane Shock, i Milwakee Iron (divenuti Mustangs) e i Tulsa Talons (divenuti San Antonio Talons) confluirono nella nuova AFL mentre altre, come i Green Bay Blizzard, passarono alla Indoor Football League.

### Fusione con la Xtreme Football League
L'Xtreme Football League era una lega di indoor football nata all'inizio del 1999, che sarebbe dovuta partire nel 2000.  Le città coinvolte erano: Birmingham, Greenville, Huntsville (Tennessee Valley), Jacksonville, Norfolk, Pensacola, Richmond, Roanoke e Tallahassee. Nonostante fosse tutto pronto, la lega si fuse con la af2 il 29 luglio 1999, un anno prima dell'avvio del campionato.

## Albo d'oro
I vincitori del campionato af2 si aggiudicavano l'Arena Cup. Di seguito l'albo d'oro:
| Data           | Squadra vincente        | Squadra vincente | Squadra perdente               | Squadra perdente | Luogo        |
| -------------- | ----------------------- | ---------------- | ------------------------------ | ---------------- | ------------ |
| 10 agosto 2000 | Quad City Steamwheelers | 68               | Tennessee Valley Vipers        | 59               | Moline       |
| 10 agosto 2001 | Quad City Steamwheelers | 55               | Richmond Speed                 | 51               | Moline       |
| 23 agosto 2002 | Peoria Pirates          | 65               | Florida Firecats               | 47               | Peoria       |
| 23 agosto 2003 | Tulsa Talons            | 58               | Macon Knights                  | 40               | Tulsa        |
| 27 agosto 2004 | Florida Firecats        | 39               | Peoria Pirates                 | 26               | Estero       |
| 27 agosto 2005 | Memphis Xplorers        | 63               | Louisville Fire                | 41               | Bossier City |
| 26 agosto 2006 | Spokane Shock           | 57               | Green Bay Blizzard             | 34               | San Juan     |
| 25 agosto 2007 | Tulsa Talons            | 73               | Wilkes-Barre/Scranton Pioneers | 66               | Bossier City |
| 25 agosto 2008 | Tennessee Valley Vipers | 56               | Spokane Shock                  | 55               | Spokane      |
| 22 agosto 2009 | Spokane Shock           | 74               | Wilkes-Barre/Scranton Pioneers | 27               | Paradise     |

## Squadre
| Division            | Squadra                         | Città                       | Arena                           | Fond.               | af2 da:             |
| American Conference | American Conference             | American Conference         | American Conference             | American Conference | American Conference |
| ------------------- | ------------------------------- | --------------------------- | ------------------------------- | ------------------- | ------------------- |
| East                | Albany Firebirds                | Albany, New York            | Times Union Center              | 2001                | 2002                |
| East                | Mahoning Valley Thunder         | Youngstown, Ohio            | Covelli Centre                  | 2006                | 2007                |
| East                | Manchester Wolves               | Manchester, New Hampshire   | Verizon Wireless Arena          | 2001                | 2002                |
| East                | Wilkes-Barre/Scranton Pioneers  | Wilkes-Barre, Pennsylvania  | Wachovia Arena                  | 2001                | 2002                |
| Midwest             | Green Bay Blizzard              | Green Bay, Wisconsin        | Resch Center                    | 2002                | 2003                |
| Midwest             | Iowa Barnstormers               | Des Moines (Iowa)           | Wells Fargo Arena               | 2000                | 2001                |
| Midwest             | Milwaukee Iron                  | Milwaukee (Wisconsin)       | Bradley Center                  | 2008                | 2009                |
| Midwest             | Peoria Pirates                  | Peoria, Illinois            | Peoria Civic Center             | 1998                | 2001                |
| Midwest             | Quad City Steamwheelers         | Moline, Illinois            | i wireless Center               | 1999                | 2000                |
| South               | Florida Firecats                | Estero, Florida             | Germain Arena                   | 2000                | 2001                |
| South               | Kentucky Horsemen               | Lexington, Kentucky         | Rupp Arena                      | 2002                | 2008                |
| South               | South Georgia Wildcats          | Albany, Georgia             | James H. Gray Civic Center      | 2001                | 2002                |
| South               | Tennessee Valley Vipers         | Huntsville, Alabama         | Von Braun Center                | 1999                | 2000                |
| National Conference |                                 |                             |                                 |                     |                     |
| Central             | Amarillo Dusters                | Amarillo, Texas             | Amarillo Civic Center           | 2003                | 2005                |
| Central             | Oklahoma City Yard Dawgz        | Oklahoma City Oklahoma      | Ford Center                     | 2003                | 2004                |
| Central             | Tulsa Talons                    | Tulsa, Oklahoma             | BOK Center                      | 1999                | 2000                |
| Southwest           | Arkansas Twisters               | North Little Rock, Arkansas | Verizon Arena                   | 1999                | 2000                |
| Southwest           | Bossier–Shreveport Battle Wings | Bossier City, Louisiana     | CenturyTel Center               | 2000                | 2001                |
| Southwest           | Corpus Christi Sharks           | Corpus Christi, Texas       | American Bank Center            | 2006                | 2007                |
| Southwest           | Rio Grande Valley Dorados       | Hidalgo, Texas              | Dodge Arena                     | 2003                | 2004                |
| West                | Boise Burn                      | Boise, Idaho                | Qwest Arena                     | 2006                | 2007                |
| West                | Central Valley Coyotes          | Fresno, California          | Selland Arena                   | 2001                | 2002                |
| West                | Spokane Shock                   | Spokane (Washington)        | Spokane Veterans Memorial Arena | 2005                | 2006                |
| West                | Stockton Lightning              | Stockton (California)       | Stockton Arena                  | 2005                | 2006                |
| West                | Tri-Cities Fever                | Kennewick, Washington       | Toyota Center                   | 2004                | 2007                |